# 경의초등학교
경의초등학교는 대한민국 경기도 의정부시 의정부1동에 있는 공립 초등학교이다.

## 학교 연혁
- 1967년 4월 1일 : 설립인가를 받음
- 1967년 4월 26일 : 경의초등학교 개교
- 1973년 12월 15일 : 강당(다목적교실)준공
- 1981년 3월 11일 : 병설 유치원 개원(2학급)
- 1983년 3월 2일 : 특수학급 편성(1학급)
- 2008년 8월 30일 : 본관교실마루, 냉난방기 설치 및 창틀 교체
- 2009년 2월 10일 : 본관 화장실 및 교무실 리모델링
- 2010년 1월 28일 : 민간참여 컴퓨터실 및 전자도서실 구축
- 2010년 1월 30일 : 방송실 현대화 디지털 시스템 구축
- 2010년 2월 4일 : 후관 및 동관 화장실 리모델링
- 2014년 2월 14일 : 제45회 졸업식 (92명)
- 2014년 3월 1일 : 20학급 편성(특수2학급 포함)
- 2015년 2월 13일 : 제46회 졸업식 (81명)
- 2015년 3월 1일 : 18학급 편성(특수2학급 포함)

## 참고 자료
- 경의초등학교 - 한국교육학술정보원 학교알리미